# 亞歷桑德拉·安布羅休
亞歷桑德拉·科里内·安布羅休（葡萄牙語：Alessandra Corine Ambrósio，1981年4月11日—），巴西超级名模及演員。
她是維多利亞的秘密知名代言模特兒之一，曾經是「維多利亞的秘密天使」(Victoria's Secret Angels)中的一員。

## 家庭
2008年8月24日，亞歷桑德拉於巴西為男友Jamie Mazur誕下他們第一個孩子—安嘉·露易絲·安布羅休·馬素爾 (Anja Louise Ambrosio Mazur)，2012年5月7日再誕下兒子諾亞·馮力士·安布羅休·馬素爾(Noah Phoenix Ambrosio Mazur)。

## 模特生涯
亞歷桑德拉很早就開始在巴西接受模特的訓練，14歲那年在南非的一次選美大賽中脫穎而出，開始了她的模特生涯。15歲起擔任模特兒。
- 1996年，亞歷桑德拉·安布羅休参加了精锐模特经纪公司举办的“年度展望”（Look of the Year）大赛。[5]
- 2006年，亞歷桑德拉·安布羅休参加了“维多利亚的秘密”（Victoria's Secret）时装展示会。[5]
- 2006年，亞歷桑德拉·安布羅休登上了《时尚》（VOGUE）杂志封面。[5]

## 个人生活

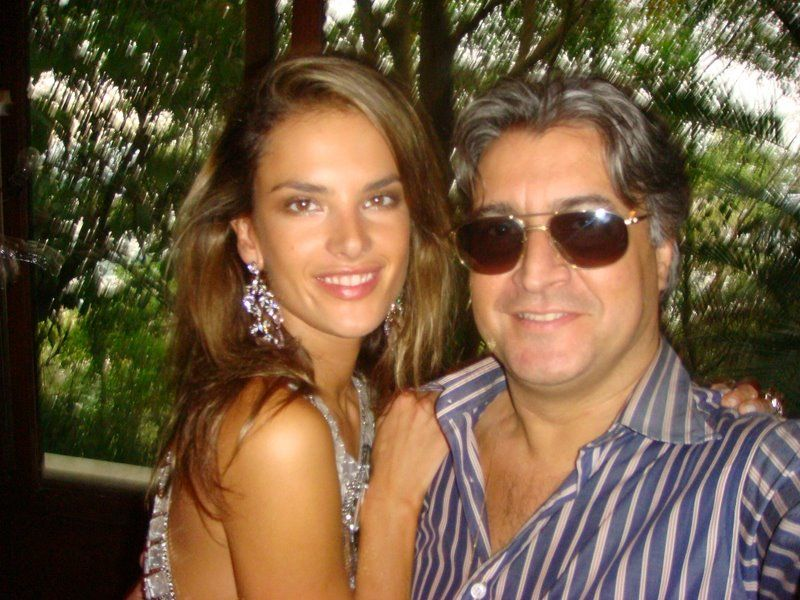
亞歷桑德拉和Sérgio Mattos

亞歷桑德拉·安布羅休的大部分休息时间都在陪家人和朋友。
亞歷桑德拉·安布羅休最喜欢的运动是滑沙、冲浪和沙滩排球。

## 曾演出電影
- 2006年，处女作《007大战皇家赌场》。
- 2016年，客串《忍者龜：破影而出》。
- 2017年，主演《家有兩個爸x2》。

## 外部連結
- Alessandra Ambrosio Official Website （页面存档备份，存于）
- Storm Models-Alessandra Ambrosio
- Alessandra Ambrosio在互联网电影资料库（IMDb）上的資料（英文）